# Presskort

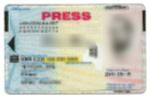
Exempel på ett SIS-märkt presskort utfärdat av Journalistförbundet.

Ett presskort (eller presslegitimation) är en legitimationshandling som visar att innehavaren är verksam som journalist (exempelvis reporter, fotograf, redaktör, chef eller producent). Det kan ge innehavaren tillgång till platser och evenemang där alla inte har tillträde. Det kan röra sig om presskonferenser, politiska evenemang, sportevenemang, katastrofområden och andra händelser av nyhetskaraktär. Presskort kan på så vis underlätta för journalister att utöva sitt yrke. 

## Presskort i olika länder

### Norge
I Norge ges presskort bara till journalister hos tidningar som undertecknat Redaktørplakaten, en frivillig deklaration om att redaktionen vägrar att låta sig styras av ägarna.

### Sverige
Allmänt accepterade svenska id-kort försedda med ordet PRESS utges endast av organisationer i mediebranschen samt fackförbund med journalistiskt verksamma medlemmar. Det är certifieringssällskapet Det Norske Veritas som efter en tillståndsprövning kan ge tillstånd för att utfärda id-kort försedda med ordet PRESS. Dessa presskort är SIS-märkta, vilket betyder att de accepteras som id-handling på bank, post och i butik. Korten är också märkta med den utfärdande organisationens namn och är giltiga i maximalt fem år.
Historiskt utgavs presskort enbart av Svenska Journalistförbundet, vars kort garanterar att innehavaren är verksam som journalist och har åtagit sig att följa de yrkesetiska reglerna. Förutom av Journalistförbundet kan SIS-märkta presskort i dag utfärdas av enskilda massmedieföretag samt vissa fack- och yrkesförbund som exempelvis Ung Media (för unga medieproducenter mellan 15 och 25 år), Pressfotografernas klubb, Ledarna (för mediechefer organiserade i föreningen Medieledarna), Unionen (till exempel bildredaktörer, film- och stillbildsfotografer samt bild- och ljudtekniker vid tv och radio), Föreningen Media (journalistiskt verksamma egenföretagare Inom press, radio, tv, internet, förlag etc)   och Motorjournalisternas Klubb.
De organisationer som utfärdar presskort ställer ofta krav på den sökande och kan ha särskilda nämnder som avgör om den sökande har rätt kvalifikationer och att ett faktiskt behov av presskort föreligger. För att inte riskera journalistkårens trovärdighet ligger det i dessa organisationers intresse att presskort endast beviljas journalistiskt verksamma personer. Därför kan en ansökan behöva styrkas av den sökande med arbetsprover, inkomstuppgifter, referenser med mera. Det Norske Veritas uppger att deras tillståndsgivning för presskort är mycket restriktiv, och endast organisationer med tydligt verksam journalistisk personal godkänns som utgivare.

#### Tillfälliga presskort
Många medieföretag utfärdar till tillfälliga medarbetare även enklare presskort med begränsad giltighetstid. Dessa kort är vanligtvis underskrivna av redaktionschef eller nyhetschef och utgör ett intyg om att innehavaren företräder medieföretaget som antingen reporter eller fotograf. 

#### Kravlösa presskort
I Sverige är journalist inte en skyddad yrkestitel. Journalister står inte heller under samhällets tillsyn via myndigheter, i likhet med poliser eller läkare. Alla i Sverige är fria att utöva journalistyrket och fria att kalla sig journalister även utan att inneha presskort. Envar är också fri att skapa sitt eget presskort.
På vissa webbplatser säljs så kallade presskort utan att några kontroller görs för att verifiera att beställaren lever upp till journalistiska yrkesideal. Eftersom journalist inte är en skyddad titel, som till exempel läkare, kan vem som helst tillverka kort försedda med ordet press. Dessa är dock aldrig SIS-märkta och därför inte allmänt accepterade som legitimationshandling. Även om korten i sig inte är olagliga kan den som på falska premisser använder ett sådant kort för att förställa sig som journalist göra sig skyldig till bedrägligt beteende.